# Parafia Przemienienia Pańskiego w Piątnicy
Parafia pw. Przemienienia Pańskiego w Piątnicy – rzymskokatolicka parafia należąca do dekanatu Piątnica, diecezji łomżyńskiej, metropolii białostockiej. Parafię prowadzą księża diecezjalni.

## Historia
Parafia została erygowana w 1407 

## Zasięg parafii
Do parafii należą wierni z następujących miejscowości: Piątnica Poduchowna, Budy Czarnockie, Czarnocin, Elżbiecin, Jeziorko, Kalinowo, Marianowo, Murawy, Nagórki, Pęza, Piątnica Włościańska, Poniat, Rządkowo, Stary Drożęcin, Zabawka.